# 1965–1966-os vásárvárosok kupája
A nyolcadik alkalommal kiírásra kerülő Vásárvárosok kupája az 1965–1966-os idényben került megrendezésre. A kupát a Barcelona hódította el a Real Zaragoza ellen.

## Első forduló
| Hazai csapat          | Össz.  | Vendég csapat      | 1. meccs | 2. meccs | 3. meccs       |
| --------------------- | ------ | ------------------ | -------- | -------- | -------------- |
| Stade Français FC     | 0 – 1  | FC Porto           | 0 – 0    | 0 – 1    |                |
| Antwerp               | 4 – 3  | Glentoran FC       | 1 – 0    | 3 – 3    |                |
| DOS Utrecht           | 1 – 7  | FC Barcelona       | 0 – 0    | 1 – 7    |                |
| FC Bordeaux           | 1 – 10 | Sporting Lisszabon | 0 – 4    | 1 – 6    |                |
| RFC Liège             | 1 – 2  | NK Zagreb          | 1 – 0    | 0 – 2    |                |
| Daring Club Molenbeek | 1 – 3  | AIK Fotboll        | 1 – 3    | 0 – 0    |                |
| Malmö FF              | 0 – 7  | TSV 1860 München   | 0 – 3    | 0 – 4    |                |
| PAÓK Szaloniki        | 2 – 7  | Wiener SC          | 2 – 1    | 0 – 6    |                |
| Chelsea FC            | 4 – 1  | AS Roma            | 4 – 1    | 0 – 0    |                |
| AC Milan              | 2 - 2  | RC Strasbourg      | 1 – 0    | 1 – 2    | 1 – 1 (hossz.) |
| Crvena zvezda         | 1 – 7  | ACF Fiorentina     | 0 – 4    | 1 – 3    |                |
| Spartak Brno          | 2 – 1  | Lokomotiv Plovdiv  | 2 – 0    | 0 – 1    |                |
| Leeds United          | 2 – 1  | Torino FC          | 2 – 1    | 0 – 0    |                |
| Hibernian FC          | 2 – 2  | Valencia CF        | 2 – 0    | 0 – 2    | 0 – 3          |
| US Luxembourg         | 0 – 17 | 1. FC Köln         | 0 – 4    | 0 – 13   |                |
| 1. FC Nürnberg        | 1 – 2  | Everton FC         | 1 – 1    | 0 – 1    |                |

## Második forduló
| Hazai csapat            | Össz.  | Vendég csapat       | 1. meccs | 2. meccs | 3. meccs |
| ----------------------- | ------ | ------------------- | -------- | -------- | -------- |
| Hannover 96             | 6 – 2  | FC Porto            | 5 – 0    | 1 – 2    |          |
| Antwerp                 | 2 – 3  | FC Barcelona        | 2 – 1    | 0 – 2    |          |
| Sporting Lisszabon      | 5 – 5  | RCD Espanyol        | 2 – 1    | 3 – 4    | 1 – 2    |
| NK Zagreb               | 2 – 3  | Steagul Rosu Brașov | 2 – 2    | 0 – 1    |          |
| AIK Fotboll             | 3 – 5  | Servette FC         | 2 – 1    | 1 – 4    |          |
| Göztepe SK              | 3 – 10 | TSV 1860 München    | 2 – 1    | 1 – 9    |          |
| Wiener SC               | 1 – 2  | Chelsea FC          | 1 – 0    | 0 – 2    |          |
| GD CUF                  | 2 – 2  | AC Milan            | 2 – 0    | 0 – 2    | 0 – 1    |
| Dunfermline Athletic FC | 9 – 2  | Boldklubben 1903    | 5 – 0    | 4 – 2    |          |
| ACF Fiorentina          | 2 – 4  | Spartak Brno        | 2 – 0    | 0 – 4    |          |
| Heart of Midlothian FC  | 4 – 1  | Vålerenga           | 1 – 0    | 3 – 1    |          |
| Shamrock Rovers         | 2 – 3  | Real Zaragoza       | 1 – 1    | 1 – 2    |          |
| Lokomotiv Leipzig       | 1 – 2  | Leeds United        | 1 – 2    | 0 – 0    |          |
| FC Basel                | 2 – 8  | Valencia CF         | 1 – 3    | 1 – 5    |          |
| Árisz Theszaloníkisz    | 2 – 3  | 1. FC Köln          | 2 – 1    | 0 – 2    |          |
| Újpesti Dózsa           | 4 – 2  | Everton FC          | 3 – 0    | 1 – 2    |          |

## Harmadik forduló
| Hazai csapat            | Össz. | Vendég csapat       | 1. meccs | 2. meccs | 3. meccs       |
| ----------------------- | ----- | ------------------- | -------- | -------- | -------------- |
| Hannover 96             | 2 – 2 | FC Barcelona        | 2 – 1    | 0 – 1    | 1 – 1 (hossz.) |
| RCD Espanyol            | 5 – 5 | Steagul Rosu Brașov | 3 – 1    | 2 – 4    | 1 – 0          |
| Servette FC             | 2 – 5 | TSV 1860 München    | 1 – 1    | 1 – 4    |                |
| Chelsea FC              | 3 – 3 | AC Milan            | 2 – 1    | 1 – 2    | 1 – 1 (hossz.) |
| Dunfermline Athletic FC | 2 – 0 | Spartak Brno        | 2 – 0    | 0 – 0    |                |
| Heart of Midlothian FC  | 5 – 5 | Real Zaragoza       | 3 – 3    | 2 – 2    | 0 – 1          |
| Leeds United            | 2 – 1 | Valencia CF         | 1 – 1    | 1 – 0    |                |
| 1. FC Köln              | 3 – 6 | Újpesti Dózsa       | 3 – 2    | 0 – 4    |                |

## Negyeddöntők
| Hazai csapat            | Össz. | Vendég csapat | 1. meccs | 2. meccs       | 3. meccs |
| ----------------------- | ----- | ------------- | -------- | -------------- | -------- |
| FC Barcelona            | 2 – 0 | RCD Espanyol  | 1 – 0    | 1 – 0          |          |
| TSV 1860 München        | 2 – 3 | Chelsea FC    | 2 – 2    | 0 – 1          |          |
| Dunfermline Athletic FC | 3 – 4 | Real Zaragoza | 1 – 0    | 2 – 4 (hossz.) |          |
| Leeds United            | 5 – 2 | Újpesti Dózsa | 4 – 1    | 1 – 1          |          |

## Elődöntők
| Hazai csapat  | Össz. | Vendég csapat | 1. meccs | 2. meccs | 3. meccs |
| ------------- | ----- | ------------- | -------- | -------- | -------- |
| FC Barcelona  | 2 – 2 | Chelsea FC    | 2 – 0    | 0 – 2    | 5 – 0    |
| Real Zaragoza | 2 – 2 | Leeds United  | 1 – 0    | 1 – 2    | 3 – 1    |

## Döntő
| Hazai csapat | Össz. | Vendég csapat | 1. meccs | 2. meccs       |
| ------------ | ----- | ------------- | -------- | -------------- |
| FC Barcelona | 4 – 3 | Real Zaragoza | 0 – 1    | 4 – 2 (hossz.) |

### 1. mérkőzés
| 1966. szeptember 14. |

| CF Barcelona | 0 – 1 | Real Zaragoza |
| ------------ | ----- | ------------- |
|              | (0–1) | Canário 40'   |

| Camp Nou, Barcelona Nézőszám: 50 000 Játékvezető: Zsolt István (magyar) |

### 2. mérkőzés
| 1966. szeptember 21. |

| Real Zaragoza     | 2 – 4 (h. u.)   | CF Barcelona                  |
| ----------------- | --------------- | ----------------------------- |
| Marcelino 24' 87' | (1–1, 2–3, 2–3) | Pujol 3' 85' 120' Zaballa 70' |

| La Romareda, Zaragoza Nézőszám: 33 000 Játékvezető: Concetto Lo Bello (olasz) |

| Az 1965–1966-os vásárvárosok kupája győztese |
| -------------------------------------------- |
| CF Barcelona 3. cím                          |